# Hirschfeld (Sassonia)
Hirschfeld è un comune di 1.236 abitanti della Sassonia, in Germania.
Appartiene al circondario (Landkreis) del Zwickau (targa V) ed è parte della comunità amministrativa (Verwaltungsgemeinschaft) di Kirchberg.